# 구리여자중학교
구리여자중학교(九里女子中學校)는 대한민국 경기도 구리시 토평동에 있는 공립 중학교이다.

## 학교 연혁
- 1979년 1월 31일 : 구리여자중학교 설립인가
- 1979년 3월 1일 : 초대 한환 교장 취임
- 1979년 3월 5일 : 개교 및 입학식(7학급)
- 1982년 2월 16일 : 제1회 졸업식
- 2023년 3월 2일 : 입학 (3학급 80명)
- 2023년 9월 1일 : 제14대 정미애 교장 취임
- 2024년 1월 5일 : 제43회 졸업식 91명 졸업(총 16,709명)

## 참고 자료
- 구리여자중학교 - 한국교육학술정보원 학교알리미